# Chelidonura cubana
Chelidonura cubana is een slakkensoort uit de familie van de Aglajidae. De wetenschappelijke naam van de soort is voor het eerst geldig gepubliceerd in 1997 door Ortea & Martínez.